# 稍來山
稍來山是臺灣臺中市和平區的山，橫跨中坑里與博愛里，山區植被以闊葉林與針葉林為主，最高點海拔2319.3公尺，為台灣小百岳與台灣百名山之一，北側與西側分別為大安溪支流烏石坑溪與大甲溪支流東卯溪的發源地。其西北方約300公尺，海拔2307.1公尺的山峰（2307峰）設有二等三角點1543號基石，是中坑里最高點；南方約400公尺，海拔2298.6公尺的南峰則設有森林三角點基石。其中2307峰頂已整建為休息平台，是交通部中央氣象署於大雪山國家森林遊樂區所設置雨量自動測報系統的地點，同時留有已閒置不用的森林防火瞭望台，可俯瞰西側的鳶嘴山、橫嶺山連稜，以及遠方的新社河階群與臺中盆地。
稍來山西南方於日治時期以前是泰雅族南勢群部落稍來社（泰雅語：、 或 ，清代譯作捎來社）的所在地，因而得名，以漢字表記的「稍來山」最晚於1910年代的地圖中已經出現。西北西方向的鳶嘴山—醜崠山—肥崠山稜線、南方的屋我尾山稜線，以及東北方的船型山—鞍馬山—小雪山稜線均在稍來山交會，使稍來山成為一座三叉峰。其中，鳶嘴山經稍來山至小雪山的稜線被規劃為鳶嘴稍來小雪山國家步道，而鳶嘴山經稍來山至屋我尾山北峰之間的稜線，則構成大雪山國家森林遊樂區的西南界。